# Youthful Days
Youthful Days è un brano musicale del gruppo musicale giapponese Mr. Children, pubblicato come loro ventunesimo 

singolo il 7 novembre 2001, ed incluso nell'album It's a Wonderful World. Il singolo ha raggiunto la prima posizione della classifica Oricon dei singoli più venduti in Giappone, vendendo 699 270 copie. Il brano è stato utilizzato come tema musicale del dorama televisivo Antique.

## Tracce
CD Singolo TFCC-89014
1. youthful days
2. Drawing

## Classifiche
| Classifica (2001) | Posizione più alta |
| ----------------- | ------------------ |
| Giappone (Oricon) | 1                  |